# Agrotis patula
Agrotis patula là một loài bướm đêm trong họ Noctuidae.